# David Aubert

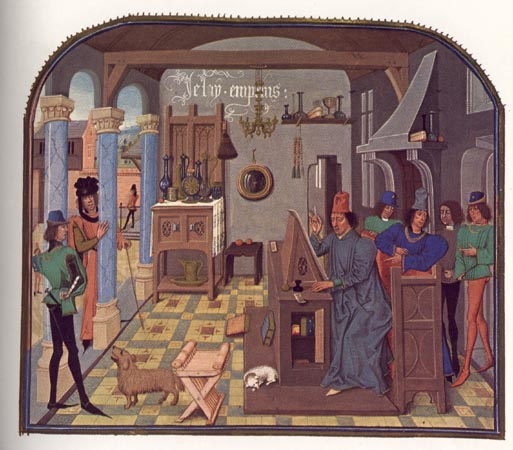
Karel de Stoute verrast David Aubert, een miniatuur uit L'Histoire de Charles Martel, Brussel, Koninklijke Bibliotheek

David Aubert (Hesdin, eerste kwart 15de eeuw - na 1480) was een kalligraaf, kroniekschrijver en kopiist, die voornamelijk werkte in opdracht van de hertogen van Bourgondië en actief was in de periode tussen 1458 en 1479.

## Levensloop
David Aubert kwam uit een familie die oorspronkelijk afkomstig was van Kassel, dat tot het graafschap Vlaanderen behoorde. 
Zijn vader, Jean Aubert, geboren omstreeks 1360, was werkzaam in de financiële administratie van achtereenvolgens Filips de Stoute, Jan zonder Vrees en Filips de Goede. Vanaf 1393 wordt hij vermeld in de archieven als klerk van Josse de Halle, schatbewaarder van Filips de Stoute en in 1394 werd hij klerk bij de rekenkamer in Dijon. In 1400 werd hij meester van “la chambre aux deniers” van de hertogin Margaretha van Male. Hij maakte fortuin maar niet altijd even eerlijk, want in 1404 werd hij uit zijn functie ontzet en veroordeeld tot een fikse boete. Hij keerde terug naar Vlaanderen en werd in 1419 klerk bij de rekenkamer in Rijsel. Hij werd daarna nog wel financieel gesteund door Filips de Goede en kreeg sommen uitbetaald in 1427-1428 en in 1437. Vader Aubert was in 1413 in het bezit van niet minder dan vijftien manuscripten. Hij kopieerde zelf La Légende dorée en maakte een vertaling van La Vita Christi van Ludophus van Saksen.
Zijn oudere broer, ook Jean genoemd, maakte vanaf 1431 eveneens een schitterende carrière in hertogelijke dienst. Hij werd algemeen ontvanger van Ponthieu en in 1454 van Henegouwen. Uiteindelijk was hij provoost van Bergen van 1467-1481. Ook hij was actief als kopiist, hij maakte onder meer twee psalmboeken voor Filips de Goede.
In januari 1453 werd Aubert, dankzij de steun van zijn broer Jean, benoemd tot ontvanger te Ponthieu, een functie die hij niet of zeer kortstondig zou uitgeoefend hebben. In 1458 was hij in dienst van Jean de Crequi, raadgever en kamerheer van Filips de Goede, voor wie hij begon aan de compilatie van de Chroniques et conquestes de Charlemaine. De handschriften, verlucht door Jan Tavernier, worden nu bewaard in de Koninklijke Bibliotheek te Brussel als MS. 9066-9068. Dit was trouwens niet zijn eerste werk, in 1449 maakte hij al een kopie van de Chronique normande. De handschriften van de Chroniques et conquestes de Charlemaine werden door Aubert afgewerkt voor Filips de Goede, want tussen de afwerking van het eerste en het tweede volume ging hij in dienst bij de hertog.
In 1459 noemt Aubert zichzelf nog gewoon 'klerk', maar in zijn Perceforest van datzelfde jaar noemt hij zich 'escripvain' (schrijver). Dit wordt bevestigd door een vermelding in de hertogelijke archieven van 1463-1464 waar hij vermeld wordt als 'David Auvert, escrivain de monseigneur le duc', hij werd echter niet benoemd tot kamerheer.
Vanaf 1465, als Karel de Stoute het bewind van zijn seniel wordende vader overneemt, wordt Aubert opzijgezet. Over de redenen hiervan is niets bekend, maar misschien leunde hij aan bij een fractie aan het hof waarop Karel het niet begrepen had, zoals de familie de Croÿ. Alleen voor de Groot-bastaard van Bourgondië maakte hij nog een Romuleon van Benvenuto da Imola in 1468 en in 1468-1469 een kopie van de Kroniek van Froissart.
Na de dood van de hertog in 1467 verliest hij, zoals gebruikelijk was, zijn functies in de hertogelijke administratie. Men weet uit de archieven dat hij in 1469 nog meewerkte aan het opstellen van de inventaris van de bibliotheek van Filips de Goede, maar hij werd niet in dienst genomen door Karel de Stoute. Pas in 1475 was hij terug benoemd tot 'escripvain', maar deze keer van de hertogin Margaretha van York, de derde echtgenote van Karel. Na 1479 werd hij niet meer vermeld in de archieven.
David Aubert was waarschijnlijk gevestigd in Hesdin, maar uit aantekeningen in de door hem gemaakte handschriften weten we dat hij daarnaast ook actief was in Brugge in 1463, in Brussel in 1449, 1462 en 1465, in Gent in 1475, 1476 en 1479. Dit betekent natuurlijk niet dat hij vestigingen of ateliers had in die steden, hij maakte deel uit van het hof van de hertog of de hertogin en volgde die op hun reizen.

## Werken
David werkte, zoals men in het voorgaande kon zien, voor Jean de Crequi, Filips de Goede, Margaretha van York en Anton van Bourgondië. Daarnaast maakte hij werken voor Filips I van Croÿ, Lodewijk van Gruuthuse, Maria van Bourgondië, Guillaume Bourgeois en anderen.
Voor de realisatie van handschriften werkte Aubert samen met een aantal bekende miniaturisten zoals: Loyset Liédet, Lieven van Lathem, de Weense meester van Maria van Bourgondië, Jan Tavernier, Willem Vrelant, Jean Dreux, de Meester van Girart de Roussillon, en Simon Marmion. Hij werd trouwens verschillende keren afgebeeld in het frontispice van het werk bij de schenking van het boek aan de opdrachtgever en in de Histoire de Charles Martel zien we op een miniatuur Filips de Goede die een bezoek brengt aan het atelier van Aubert.

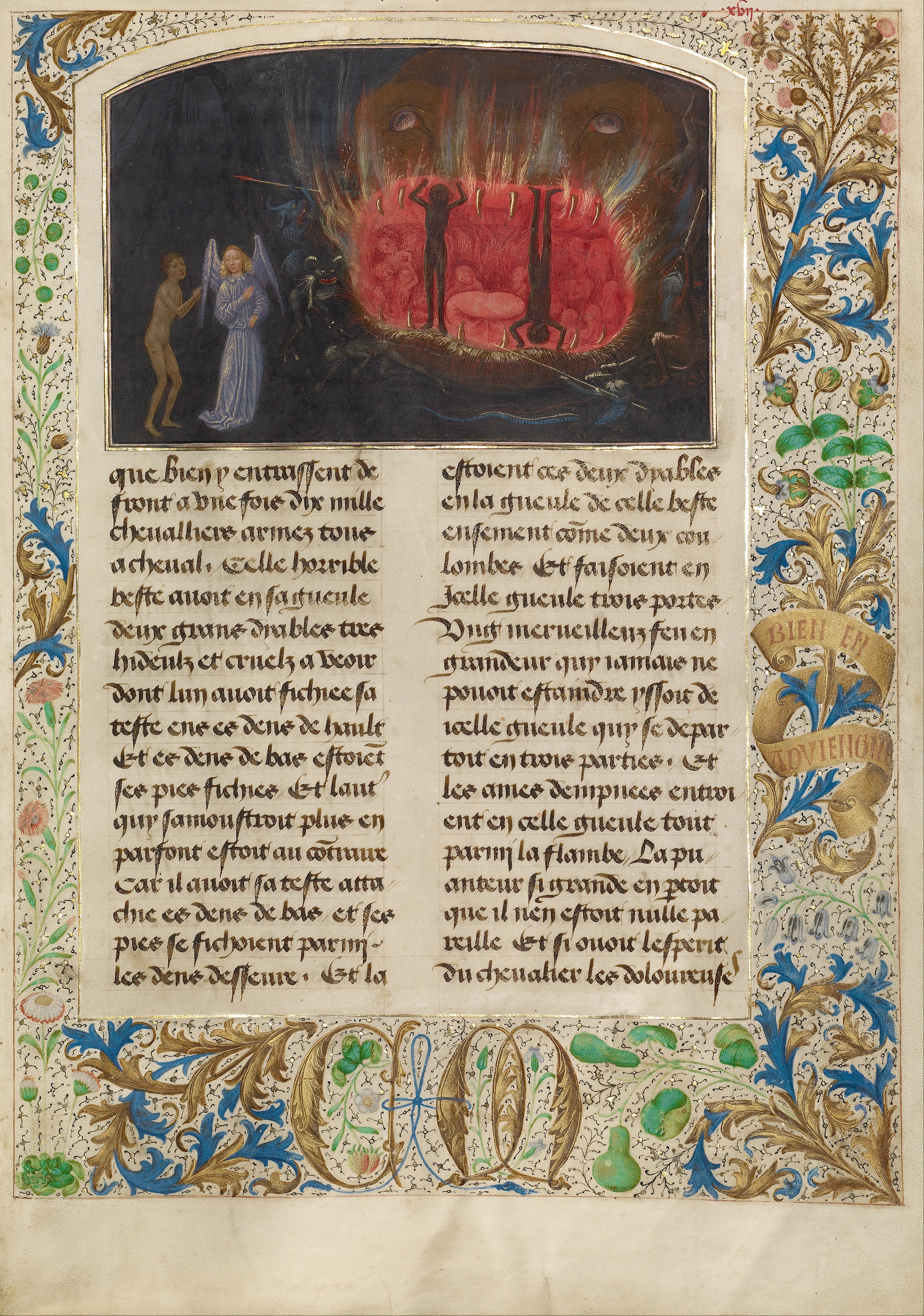
Een bladzijde uit Les visions du cheval Tondal, Los Angeles, J. Paul Getty Museum.

Men kan de werken die aan David Aubert worden toegeschreven onderbrengen in vijf groepen:
- De autografe manuscripten: 4 stuks. Alle manuscripten in deze groep zijn gedateerd, gesigneerd en voorzien van de persoonlijke handtekening van Aubert met de tekst David Aubert, manu propria.[7]
- De gesigneerde en gedateerde manuscripten: 32 stuks.[8]
- De gesigneerde, niet gedateerde manuscripten: 7 stuks.[9]
- De niet gesigneerde manuscripten: 26 stuks.[10]
- Bijzondere gevallen: 2 stuks, de bibliotheekinventaris van Rijsel van 1469 en een verdwenen manuscript[11]

### Autografe werken
- La somme de perfection, 1475 in Gent, Margaretha van York, Koninklijke Bibliotheek te Brussel, ms 9106. Verluchting o.m. Meester van de stichtelijke traktaten.[12]
- Gilles de Trazegnies, 1463, Anton van Bourgondië. Dit werk bevindt zich in een privécollectie Collection de Croy, ms. 50
- De la consollation de la Philosophie, van Boëthius, 1463 in Gent, Margaretha van York, Thüringer Universitäts- und Landesbibliothek. ms. El.f.85.
- Miroir d’humilité ou Traité de Morale, van Sint Augustinus, 1462, Filips I van Croÿ, Biblioteca Nacional de España, ms. Vit. 25.2. Verluchting de Meester van Girart de Roussillon.

### Gesigneerde en gedateerde werken
- Roman de Gilles de Trazegnies, 1464, Lodewijk van Gruuthuse. J. Paul Getty Museum in Los Angeles, ms. 111. Verluchting: o.m. Lieven van Lathem.[13]
- Les Histoire de Charles Martel, 1463, Filips de Goede. Koninklijke Bibliotheek van België te Brussel, mss. 6-9. Verluchting: Loyset Liédet.[14]
- Ci nous dit, 1462, Filips de Goede. Koninklijke Bibliotheek van Brussel, ms. 9017. Verluchting: Meester van Girart de Roussillon.[15]
- Romuleon, 1468, Anton van Bourgondië. Koninklijke Bibliotheek van Brussel, ms. 9055. Verluchting: Meester van de geleliede grisailles
- L'arbre des batailles, van Honoré Bovet, 1461, Filips de Goede. Koninklijke Bibliotheek van Brussel, ms. 9079. Verluchting: Loyset Liédet.[16]
- Traité sur la salutation angélique, 1461, Filips de Goede. Koninklijke Bibliotheek van Brussel, ms. 9270. Verluchting: Willem Vrelant.[17]
- Vita christi in een Franse vertaling, 1461, Filips de Goede. Koninklijke Bibliotheek van Brussel, ms. IV 106. Verluchting: Loyset Liédet.[18]
- Les miracles de Saint-Hubert, compilatie van Hubert Prévost, 1463, Filips de Goede. Koninklijke Bibliotheek in Den Haag, ms. 76.F.10. Verluchting: Loyset Liédet.
- Romuleon, 1465, Filips de Goede. Biblioteca Medicea Laurenziana in Florence, mss. Med. Palat. 156.1 en 1561.2.
- La vie de nostre seigneur Jhesucrist, 1479 in Gent, Filips de Goede. British Library in Londen, ms. Royal 16 G III. Verluchting: Meester van de Vlaamse Boëthius.[19]
- La vision de Tondal, 1475, Margaretha van York, Getty Center van het J. Paul Getty Museum in Los Angeles, ms. 30. Verluchting: Simon Marmion.[20]
- La vision de l'ame de Guy de Thurno, voor 1467, Margaretha van York, J. Paul Getty Museum in Los Angeles, ms. 31. Verluchting: Simon Marmion.[21]
- Compilatie van devote en religieuze teksten, 1475, Margaretha van York. Bodleian, Ms douce 365. Verluchting: Weense meester van Maria van Bourgondië
- Le roman de Perceforest, 1459-1460, Filips de Goede, Bibliothèque de l'Arsenal te Parijs. mss 3483 tot en met 3493.
- La chronique des empereurs, 1462, Filips de Goede. Bibliothèque de l'Arsenal, mss. 5089-5090.
- Les chroniques normandes, 1459, Filips de Goede. Bibliothèque de l'Arsenal te Parijs, ms. 6328
- L'istoire royale, 1463. Bibliothèque nationale de France te Parijs, ms. fr. 92.
- Œuvres de Jean Gerson, 1462, Filips de Goede. Gemeentelijke bibliotheek van Valenciennes, ms. 240.
- Livre des bonnes moeeurs, 1467, Anton van Bourgondië. Biblioteca Apostolica Vaticana, Vaticaanstad, Pal. lat. 1995. Verluchting: Willem Vrelant[22]

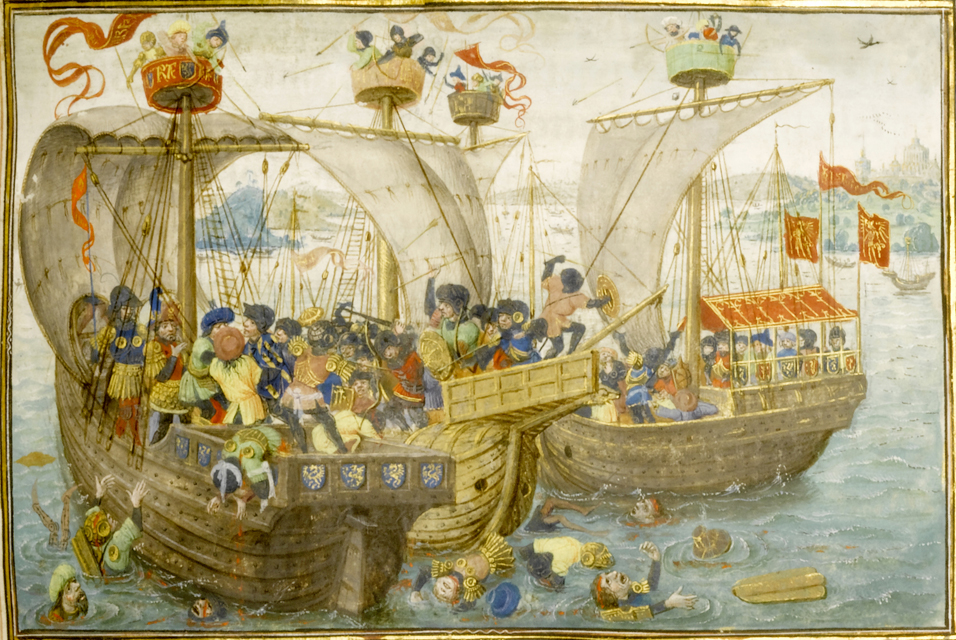
Roman de Gillion de Trazegnies, fol. 21. Lieven van Lathem, Zeegevecht voor Antwerpen

### Gesigneerde en niet gedateerde werken
- Chroniques et conquestes de Charlemaine, een compilatie die begonnen werd voor Jean de Crequis maar voltooid werd in 1458 voor Filips de Goede. Koninklijke Bibliotheek te Brussel, mss. 9066-9068. Verluchting: Jan Tavernier.
- Perceforest, Filips de Goede. British Library in Londen, mss. Royal 15.E.V, 19.E.III, 19.E.II
- Bibliothèque nationale de France, Parijs, ms. fr. 12754

### Niet gesigneerde werken
- Chroniques de France, d'Angleterre et d'autres comtés, Koninklijke Bibliotheek van Brussel, ms.7033.
- Compilatie van diverse religieuze en morele werken,[23] Margaretha van York, Bibliotheek van Brussel, mss. 9030-9037
- La vengeance de Nostre Seigneur Jhesucrist, Filips de Goede. Koninklijke Bibliotheek van België te Brussel, mss 9081-9082
- Histoire d ‘Hélène, Filips de Goede. Koninklijke Bibliotheek van België te Brussel, ms. 9967
- Cy nous dit, Koninklijke Bibliotheek van Brussel, ms. 10388
- Chronique normande abrégée, Chroniquede France et de Flandre en Les VII articles de la Foy, 1459, Filips de Goede, Bibliotheek van Brussel, ms. 10434.
- Le triomphe des dames, 1460, Filips de Goede. Koninklijke Bibliotheek van Brussel, ms. 10778* Duke of Devonshire, Chatsworth, ms. 7535
- Chroniques de Flandre, 1476-1477, Maria van Bourgondië, privécollectie, Earl of Leicester, Holkham Hall, ms. 659
- Chroniques de Pise, British Library, Londen, ms. Royal 16.G.I.[24]
- Renaud de Montauban, 1461-1462, Filips de Goede, Bayerische Staatsbibliothek te München, Gall.7 (het laatste volume van het exemplaar van l’Arsenal mss. 5072-5075)
- Apocalypse, Margaretha van York, Pierpont Morgan Library, New York, ms. M. 484
- Légende dorée van Jacobus de Voragine, Pierpont Morgan Library, New York, mss. M. 672 – M. 675. Verluchting: Meester van de Vraie cronique descoce en Willem Vrelant
- Renaud de Montauban, 1461-1462, Filips de Goede, 1461-1462. Bibliothèque de l'Arsenal, mss. 5072-5075
- Chroniques de Pise, 1470, Anton van Bourgondië, Bibliotheque nationale de France, Parijs, ms. fr. 9041.Verluchting: Meester van de Kroniek van Pisa.[25]
- Vie et miracles de Notre Dame, 1456, Filips de Goede, Bibliotheque nationale de France, Parijs, mss. fr. 9198-9199. Verluchting: Lieven van Lathem.[26]
- Chroniques flamande et française, Bibliotheque nationale de France, Parijs, ms. fr. 9222. Niet verlucht.[27]
- Getijdenboek van Maria van Bourgondië, 1457, Margaretha van York, Österreichische Nationalbibliothek te Wenen, ms. 1857. Verluchting: Weense meester van Maria van Bourgondië, Willem Vrelant en Simon Marmion
- La chronique abregee de Jerusalem, 1462-1468, Filips de Goede. Österreichische Nationalbibliothek te Wenen, ms. 2533